# 卡皮拉區
8°45′0″N 79°52′12″W / 8.75000°N 79.87000°W
卡皮拉區（西班牙語：Distrito de Capira），是巴拿馬的一個行政區，位於該國中部，由西巴拿馬省負責管轄，始建於1855年，面積977.7平方公里，2010年普查人口總數為38,398人，人口密度每平方公里39.3人。